# Flemington (Missouri)
Flemington és una població dels Estats Units a l'estat de Missouri. Segons el cens del 2000 tenia 124 habitants.

## Demografia
Segons el cens del 2000, Flemington tenia 124 habitants, 54 habitatges, i 32 famílies. La densitat de població era de 145,1 habitants per km².
Dels 54 habitatges en un 33,3% hi vivien nens de menys de 18 anys, en un 46,3% hi vivien parelles casades, en un 9,3% dones solteres, i en un 38,9% no eren unitats familiars. En el 33,3% dels habitatges hi vivien persones soles el 13% de les quals corresponia a persones de 65 anys o més que vivien soles. El nombre mitjà de persones vivint en cada habitatge era de 2,3 i el nombre mitjà de persones que vivien en cada família era de 2,94.
Per edats la població es repartia de la següent manera: un 24,2% tenia menys de 18 anys, un 9,7% entre 18 i 24, un 26,6% entre 25 i 44, un 27,4% de 45 a 60 i un 12,1% 65 anys o més.
L'edat mediana era de 40 anys. Per cada 100 dones de 18 o més anys hi havia 91,8 homes.
La renda mediana per habitatge era de 23.438 $ i la renda mediana per família de 22.500 $. Els homes tenien una renda mediana de 18.438 $ mentre que les dones 16.875 $. La renda per capita de la població era d'11.499 $. Entorn del 21,1% de les famílies i el 27,5% de la població estaven per davall del llindar de pobresa.

## Poblacions més properes
El següent diagrama mostra les poblacions més properes.